# Olga Quintanilha
Olga Quintanilha (Lisboa, 16 de mayo de 1942 - Lisboa, 11 de septiembre de 2015) fue una arquitecta portuguesa, y la primera mujer que presidió la Asociación de Arquitectos Portugueses (AAP) y la Orden de los Arquitectos (OA).

## Trayectoria
Olga Quintanilha nació en Lisboa en 1942 y se graduó de la Academia de Bellas Artes de Lisboa en 1967. Hasta 1978, Quintanilha colaboró en proyectos como el desarrollo turístico de la Meia Praia, en el Algarve, junto al también arquitecto Frederico George. También con Silva Dias en el desarrollo de unidades suburbanas habitacionales en la zona de Lisboa y con Manuel Vicente y Daniel Santa Rita el Plan de la Quinta das Olaias. Entre 1984 y 1990 trabajó en la Escuela Secundaria António Arroio, en Lisboa.

### Obra arquitectónica
Quintanilha proyectó decenas de obras e intervenciones, entre las que se encuentran varias en la localidad portuguesa de Viseu, como la Direcção Geral dos Registos e Notariado, la Quinta da Paradinha, y el Estadio Municipal de Viseu, además del Complejo Universitario de Santa Joana en Aveiro o el Centro de Empleo de Setubal, entre muchos otros. Las Torres Gemelas de Lisboa, construidas en 1999 en un complejo de viviendas con centro comercial de la Avenida José Malhoa, son su obra más emblemática.
Quintanilha trabajó principalmente en espacios escolares, en el ámbito de la Oficina Técnica de la Dirección General de Administración Escolar del Ministerio de Educación de Portugal y en colaboración con los arquitectos Frederico George y Silva Dias. También fue autora de numerosos proyectos tanto en el país luso como en el extranjero, especialmente en Angola, donde apoyó técnicamente al gobierno de Luanda en el diálogo con la UNESCO y a las negociaciones con el Banco Africano de Desarrollo para el Proyecto de Educación en 1982, así como en la construcción de varios escuelas en la capital angolana y del Instituto Agrario do Huambo.

### Cargos directivos
Quintanilha ejerció varias funciones en las organizaciones reguladoras de su profesión, siendo la primera mujer presidenta de la Asociación de Arquitectos Portugueses en el bienio 1996/1998. Quintanilha se convirtió en miembro de la Direcção da Secção Regional do Sul da Associação dos Arquitectos Portugueses en 1982, y ocupó varios cargos ejecutivos en el Consejo Directivo Nacional y en las Secciones Regionales hasta 2001. Jugó un papel decisivo para que la asociación pública de arquitectos pasara a convertirse en Orden en 1998, en Portugal. Entre 1999 y 2001 fue presidenta de dicha Orden de Arquitectos. En total, dedicó 20 años de su carrera a estas instituciones.
Entre 1989 y 1991, Quitanilha fue miembro permanente del Consejo de Arquitectos de Europa. En 1999, fue elegida Presidenta de la sección ibérica del Docomomo.  

### Otras colaboraciones
Quintanilha fue miembro del jurado de varios concursos de arquitectura, entre ellos el de la remodelación de la estación de Porto-São Bento, en Oporto en 1985, la rehabilitación de las instalaciones de Fortaleza de Sagres en 1988, la sede del Banco de Portugal en Praça de Espanha, en Lisboa en 1989, o las nuevas instalaciones de la Asamblea de la República de Portugal en 1992.
Se enfocó también en la formación y dignificación de la clase profesional. Participó en numerosos estudios y documentos normativos relacionados con la enseñanza. Fue miembro permanente del Grupo de Trabajo de Formación, Enseñanza y Práctica Profesional, en el ámbito de la actividad del Comité Asesor para la aplicación de la Directiva de Arquitectos. También fue coordinadora del Libro Blanco sobre Formación en Arquitectura en Portugal y coautora del Libro Blanco de Arquitectura y medioambiente urbano publicado en 1996.
Quintanilha falleció en Lisboa el 11 de septiembre de 2011.

## Reconocimientos
En 2014, Quintanilha fue nombrada Miembro honorario de la Orden de Arquitectos.